# Ambroise Ulma
Ambroise Ulma (Alenyà, 24 de novembre del 1924) va ser un jugador de rugbi a 15 i a 13 que jugà amb la USAP de Perpinyà, amb la qual guanyà el campionat de França abans de passar-se al XIII Catalan. Jugà en les posicions de pilar i segona línia. Feia 1,80 m d'alçada. En la seva vida privada va ser policia.

## Carrera en rugbi a 15
- 1943-1944 USAP

### Palmarès
- Campió de França 1944

## Carrera en rugbi a 13
- 1944-(1951) XIII Catalan

### Palmarès
- Finalista del Campionat de França 1951
- Participà en l'històric partit que els "Catalans de França" guanyaren 20 a 5 a Austràlia el 25.12.48[1]

## Internacional
- 16 participacions amb Selecció francesa de rugbi entre 1946 i 1950